# Međuopćinska nogometna liga Brčko – Zapad 1988./89.
Međuopćinska nogometna liga Brčko – skupina Zapad je bila liga jedna od dvije međuopćinske lige "Međuopćinskog nogometnog saveza Brčko" i liga sedmog stupnja nogometnog prvenstva Jugoslavije u sezoni 1988./89. 

Sudjelovalo je 12 klubova, a prvak je bio klub "Mladost" iz Vidovica.

## Ljestvica
| mj. | klub                    | ut. | pob. | ner.  | por. | gol+ | gol- | bod     |
| --- | ----------------------- | --- | ---- | ----- | ---- | ---- | ---- | ------- |
| 1.  | Mladost Vidovice        | 22  | 15   | 3 (2) | 4    | 51   | 20   | 32      |
| 2.  | Zadrugar Skugrić Gornji | 22  | 13   | 3 (2) | 6    | 66   | 25   | 28      |
| 3.  | Dubrave                 | 22  | 13   | 2 (1) | 7    | 51   | 34   | 27      |
| 4.  | Sloga Tursinovac        | 22  | 11   | 4 (3) | 7    | 44   | 27   | 25      |
| 5.  | Korpar Grebnice         | 22  | 11   | 2 (1) | 9    | 48   | 31   | 23      |
| 6.  | Jedinstvo Vučkovci      | 22  | 10   | 5 (2) | 7    | 50   | 42   | 22      |
| 7.  | Zasavica                | 22  | 9    | 3 (1) | 10   | 44   | 38   | 19      |
| 8.  | Mladost Domaljevac      | 22  | 9    | 2 (1) | 11   | 35   | 39   | 19      |
| 9.  | Posavina Ulice          | 22  | 7    | 3 (2) | 12   | 33   | 40   | 15 (-1) |
| 10. | Mladost Gorice          | 22  | 6    | 4 (2) | 12   | 24   | 45   | 14      |
| 11. | Sloga Srednja Slatina   | 22  | 4    | 5 (2) | 13   | 31   | 84   | 10      |
| 12. | Mladost Donja Slatina   | 22  | 4    | 2 (1) | 16   | 19   | 55   | 9       |

- Tursinovac – mjesna zajednica naselja Tišina
- U slučaju neriješenog rezultata se izvodilo raspucavanje jedanaesterca te bi pobjednik dobio 1 bod, a poraženi u raspucavanju bi ostao bez bodova

## Rezultatska križaljka
| kratica | klub                    | DUB | JED | KOR | MLAD | MLADS | MLAG | MLAV | POS | SLOSS | SLOT | ZAD | ZAS |
| --- | ----------------------- | --- | --- | --- | ---- | ----- | ---- | ---- | --- | ----- | ---- | --- | --- |
| DUB | Dubrave                 |     |     |     |      |       |      |      |     |       |      |     |     |
| JED | Jedinstvo Vučkovci      |     |     |     |      |       |      |      |     |       |      |     |     |
| KOR | Korpar Grebnice         |     |     |     |      |       |      |      |     |       |      |     |     |
| MLAD | Mladost Domaljevac      |     |     |     |      |       |      |      |     |       |      |     |     |
| MLADS | Mladost Donja Slatina   |     |     |     |      |       |      |      |     |       |      |     |     |
| MLAG | Mladost Gorice          |     |     |     |      |       |      |      |     |       |      |     |     |
| MLAV | Mladost Vidovice        |     |     |     |      |       |      |      |     |       |      |     |     |
| POS | Posavina Ulice          |     |     |     |      |       |      |      |     |       |      |     |     |
| SLOSS | Sloga Srednja Slatina   |     |     |     |      |       |      |      |     |       |      |     |     |
| SLOT | Sloga Tursinovac        |     |     |     |      |       |      |      |     |       |      |     |     |
| ZAD | Zadrugar Skugrić Gornji |     |     |     |      |       |      |      |     |       |      |     |     |
| ZAS | Zasavica                |     |     |     |      |       |      |      |     |       |      |     |     |
| |                         |     |     |     |      |       |      |      |     |       |      |     |     |
| podebljan rezultat – utakmice od 1. do 11. kola (1. utakmica između klubova) rezultat normalne debljine – utakmice od 12. do 22. kola (2. utakmica između klubova) rezultat nakošen – nije vidljiv redoslijed odigravanja međusobnih utakmica iz dostupnih izvora rezultat nakošen i smanjen * – iz dostupnih izvora nije uočljiv domaćin susreta prekrižen rezultat – poništena ili brisana utakmica p – utakmica prekinuta 3:0 p.f. / 0:3 p.f. - rezultat 3:0 bez borbe n.i. - nije igrano (_:_ 11 m) – rezultat u raspucavanju jedanaesteraca u slučaju neriješenog rezultata |                         |     |     |     |      |       |      |      |     |       |      |     |     |

Izvori:

## Unutrašnje poveznice
- Posavsko-podmajevička grupna liga 1988./89.